# Consell Internacional per a la Ciència
El Consell Internacional per a la Ciència (International Council for Science en anglès, ICSU), conegut fins al 1988 com Consell Internacional de Científics Units, va ser fundat el 1931 com una organització internacional no governamental abocada a la cooperació internacional per a l'avanç de la ciència.
L'ICSU representa la successió de l'Associació Internacional d'Acadèmies (en anglès International Association of Academies IAA, 1899-1914) i el Consell Internacional d'Investigacions (en anglès International Research Council ANAR, 1919-1931).
Els seus membres són cossos científics nacionals i unions científiques internacionals, incloent la Unió Matemàtica Internacional, la Unió Astronòmica Internacional i la Unió Internacional de Química Pura i Aplicada.

La integren (2006) 29 unions científiques internacionals i 82 societats científiques nacionals. La seva missió és: 
| « | Identificar i dirigir temes d'importància per a la ciència i la societat, mobilitzant els recursos i coneixements de la comunitat científica, per a promoure la participació de tots els científics, indistintament de la seva raça, ciutadania, llenguatge, tendència política o gènere en un únic esforç científic internacional, per facilitar la interacció entre diferents disciplines cientifíques i entre científics de països "en desenvolupament" amb països "desenvolupats", per estimular el debat constructiu actuant com una veu autoritzada independent per a la ciència internacional i pels científics. | » |